# San Pawl Milqi
San Pawl Milqi – ruiny rolniczej willi z okresu rzymskiego, najbardziej rozległe z kiedykolwiek odkrytych na Malcie.
Według tradycji chrześcijańskiej willa znajduje się w miejscu, gdzie św. Publiusz, rzymski gubernator i pierwszy biskup Malty, powitał św. Pawła z Tarsu, apostoła, po rozbiciu się jego statku w 60 roku. Nie ma jednak żadnych naukowych dowodów, które potwierdzałyby tę tradycję, i wydaje się, że legenda ta ma korzenie średniowieczne. I rzeczywiście, dowody na istnienie w tym miejscu chrześcijańskiego miejsca kultu sięgają jedynie budowy pierwszej kaplicy w XIV wieku. Wcześniej na tym miejscu istniała świątynia poświęcona greckiemu bogowi Apollowi oraz rzymska willa w pobliżu dzisiejszej kaplicy St. Paid el Milki (San Pawl Milqi).
Stanowisko jest zarządzane przez Heritage Malta, w ciągu roku jest zamknięte ze względu na konserwację. Dostępne jest jedynie raz w roku w „dzień otwarty”, przypadający z reguły w lutym.

## Historia
Miejsce to było używane od zamierzchłych czasów; odkryto tu kilka grobowców datowanych na okres Żebbuġ i prawdopodobnie okres Borġ in-Nadur maltańskiej epoki brązu.
Pierwszy budynek postawiony został w tym miejscu prawdopodobnie w czasach punickich, kiedy teren ten wykorzystywany był okresowo do celów rolniczych. Z okresu tego pozostały niewielkie ilości konstrukcji budowlanych oraz jeden pochówek z neo-punicką inskrypcją.
W okresie rzymskim usytuowanie tego miejsca na stoku urodzajnej doliny, i dostępność do rzymskiego portu Salina oznaczała, że było ono idealne do produkcji oleju z oliwek. Na centralnym dziedzińcu willi, zbudowanej na przełomie II i I wieku p.n.e., usytuowano zakład produkcyjny, wśród pozostałości którego znajduje się trapetum (młyn obrotowy do oddzielania pestek od owoców oliwek), punkty kotwiczenia oraz co najmniej dwie prasy, a także komplet zbiorników osadowych do oczyszczania oleju.
Chociaż budynek był wystarczająco duży, aby stanowić posiadłość bogatego arystokraty, willa nie zawiera żadnych śladów wykwintności. Cztery pokoje, które można by zidentyfikować jako służące celom mieszkaniowym, posiadały jedynie malowane tynki i zwyczajną podłogę cocciopesto. Nie znaleziono śladów ozdobnych i drogich podłóg, takich jak w Domvs Romana w Rabacie.
Ostatecznie wielkość posiadłości została zredukowana, otoczono ją grubym murem obronnym. Stało się to prawdopodobnie w okresie arabskich rządów na Malcie. Te ufortyfikowane ściany, stały dostęp do wody oraz dogodne usytuowanie czyniły to miejsce idealnym do kontroli pobliskich dolin oraz portu. Na przełomie III i IV wieku willę zniszczył ogień, w wyniku czego została opuszczona.
W XIV wieku, na części posiadłości zbudowany został kościół, który po ponad stu latach przestał być używany. W 1616 roku został on zastąpiony przez nowy, poświęcony powitaniu św. Pawła. Kościół ten, stojący do dzisiaj, jest najstarszym ogniwem łączącym miejsce z tym tradycyjnym wydarzeniem.

## Stanowisko archeologiczne
Chociaż pozostałości willi znane były od bardzo dawna, naukowe wykopaliska, prowadzone przez Missione Archeologica Italiana a Malta, rozpoczęły się dopiero w 1963 roku. Mimo że zakończono je w 1970 roku, ostateczny raport na temat tych wykopalisk nie został jeszcze opublikowany.
Miejsce zostało wpisane na Antiquities List of 1925. Jest też umieszczone na liście National Inventory of the Cultural Property of the Maltese Islands.